# Liste der Kreisstraßen im Landkreis Alzey-Worms
Die Liste der Kreisstraßen im Landkreis Alzey-Worms ist eine Auflistung der Kreisstraßen im rheinland-pfälzischen Landkreis Alzey-Worms.

## Abkürzungen
- K: Kreisstraße
- L: Landesstraße

## Liste
Die Kreisstraßen behalten die ihnen zugewiesene Nummer in der Regel nicht bei einem Wechsel in einen anderen Landkreis oder in eine kreisfreie Stadt. Nicht vorhandene bzw. nicht nachgewiesene Kreisstraßen werden in Kursivdruck gekennzeichnet, ebenso Straßen und Straßenabschnitte, die unabhängig vom Grund (Herabstufung zu einer Gemeindestraße oder Höherstufung) keine Kreisstraßen mehr sind. 
Der Straßenverlauf wird in der Regel von Nord nach Süd und von West nach Ost angegeben.
| Nr.  | Verlauf |
| ---- | --- |
| K 1  | K 34 in Mölsheim – in Wachenheim                                                                                            |
| K 2  | (K 89 im Landkreis Bad Kreuznach) – Kreisgrenze –                                                                           |
| K 3  | L 400/L 409 in Wonsheim – Stein-Bockenheim – Kreisgrenze – (K 18 im Donnersbergkreis)                                       |
| K 4  | L 409 in Wendelsheim – L 404 – Schinderhanneshöhle – K 7 – L 405 in Nieder-Wiesen                                           |
| K 5  | L 400 in Wöllstein – Eckelsheim – K 6 – L 409                                                                               |
| K 6  | L 400 in Wöllstein – Gumbsheim – K 5 in Eckelsheim                                                                          |
| K 7  | K 4 – Nack – L 407 – Erbes-Büdesheim – K 9 – L 409 – K 10 – Heimersheim – K 12 – L 401 – Albig – L 408 – L 414 in Spiesheim |
| K 8  | L 406 – Kreisgrenze – (K 19 im Donnersbergkreis)                                                                            |
| K 9  | K 7 in Erbes-Büdesheim – Offenheim – L 406 – Mauchenheim – K 11 – L 401                                                     |
| K 10 | L 409 – L 406 in Weinheim                                                                                                   |
| K 11 | K 9 in Mauchenheim – L 406                                                                                                  |
| K 12 | K 13 in Lonsheim – K 7 – Heimersheim – L 409 in Alzey                                                                       |
| K 13 | L 408 in Bornheim – Lonsheim – K 12 – Bermersheim vor der Höhe – L 401                                                      |
| K 16 | L 407 in Schimsheim – Rommersheim – K 17 – in Wörrstadt                                                                     |
| K 17 | K 16 in Rommersheim – L 401                                                                                                 |
| K 18 | – Wallertheim – L 407 – |
| K 20 | K 33 – Vendersheim – L 414                                                                                                  |
| K 21 | – Sulzheim – Wörrstadt – L 414 – Saulheim – K 22 – L 429                                                                    |
| K 22 | K 21 in Saulheim – L 401 |
| K 23 | L 401 – L 445 in Freimersheim                                                                                               |
| K 24 | L 401 – Wahlheim – L 445 – K 26 – Esselborn –                                                                               |
| K 25 | L 445 – K 26 in Kettenheim                                                                                                  |
| K 26 | K 24 in Wahlheim – Kettenheim – K 25 – – Dautenheim – L 409 – Gau-Heppenheim – K 30 in Framersheim                          |
| K 27 | in Flomborn – Eppelsheim – K 28 – Hangen-Weisheim – K 29 – L 409 in Hochborn                                                |
| K 28 | – Dintesheim – Eppelsheim – K 27 – K 29                                                                                     |
| K 29 | L 409 – K 27 – Hangen-Weisheim – K 28 – L 386                                                                               |
| K 30 | L 406 – Framersheim – K 26 – L 414 in Dittelsheim                                                                           |
| K 31 | L 430 – L 436 in Bechtolsheim                                                                                               |
| K 33 | (K 50 im Landkreis Mainz-Bingen) – Kreisgrenze – K 20 – Gau-Weinheim – /L 407                                               |
| K 34 | (K 64 im Donnersbergkreis) – Kreisgrenze – Mölsheim – K 1 – /L 443 in Flörsheim-Dalsheim                                    |
| K 35 | L 386 – Gundersheim – Bermersheim – Gundheim – L 442 – K 39 – Mörstadt – K 37 – L 425 – Kreisgrenze – (K 11 in Worms)       |
| K 36 | in Flörsheim-Dalsheim – L 442                                                                                               |
| K 37 | L 386 in Osthofen – Kreisgrenze – (K 12 in Worms) – Kreisgrenze – Mörstadt – K 35 – L 443 – Kriegsheim – Monsheim – /L 455  |
| K 38 | Frettenheim – L 425 |
| K 39 | K 35 in Gundheim – Kreisgrenze – (K 13 in Worms)                                                                            |
| K 40 | L 455 in Hohen-Sülzen – Kreisgrenze – (K 9 in Worms)                                                                        |
| K 42 | L 425 in Heßloch – Bechtheim – L 409 – L 386 in Osthofen                                                                    |
| K 43 | L 439 in Mettenheim – |
| K 44 | Hangen-Wahlheim – L 439 |
| K 45 | (K 15 in Worms) – Kreisgrenze – Hamm am Rhein – K 47 – L 440                                                                |
| K 46 | L 440 in Eich – Kreisgrenze – (K 16 in Worms)                                                                               |
| K 47 | L 440 in Eich – K 45 in Hamm am Rhein                                                                                       |
| K 49 | L 455 – L 395 in Offstein                                                                                                   |
| K 51 | (K 53 im Landkreis Mainz-Bingen) – Kreisgrenze – Gimbsheim – L 437                                                          |